# アフロ・ハウス
アフロ・ハウス(Afro House)とは主にニューヨークを中心として生み出されているハウスの一つのジャンル。
その名前の通り、アフリカ（アフロ）の文化や音楽の影響が強いハウス音楽である。南アフリカ共和国の音楽が、ルーツであるとも指摘されている。アフロ・ハウスの音楽家にはアフロ・アメリカンが多く、テーマとして父祖の地であるアフリカへの憧憬や、アフロ・ビート音楽の要素を大きく取り入れている。主な音楽家にはマコッサらがいる。音楽的にはディープ・ハウスと近く、さらに単純なハウス音楽のビートだけでなく、アフリカ的なパーカッシブなビートが取り入れられることも多い。また最近ではニューヨークやアメリカ以外でも、非黒人のアーティストによって、こうした要素を取り込んだアフロ・ハウスが制作される傾向もみられる。

## 代表的なアーティスト
- マコッサ
- オスンラデ
- マックス・ペラ
- Jephte Guillaume
- イアン・フライデイ
- アントニオ・オカシオ
- DJ Sabine.